# Комиссия по противодействию попыткам фальсификации истории в ущерб интересам России
 Коми́ссия по противоде́йствию попы́ткам фальсифика́ции исто́рии в уще́рб интере́сам Росси́и — комиссия при Президенте Российской Федерации, существовавшая в 2009—2012 годах.

## История
Комиссия была создана в соответствии с Указом Президента Российской Федерации от 15 мая 2009 года № 549 «О Комиссии при Президенте Российской Федерации по противодействию попыткам фальсификации истории в ущерб интересам России». Согласно указу, заседания Комиссии должны были проводиться не реже двух раз в год. Организационно-техническое, информационное и документационное обеспечение деятельности Комиссии осуществлялось Министерством образования и науки Российской Федерации. Указом Президента Российской Федерации от 14 февраля 2012 года № 183 указ № 549 в числе прочих признан утратившим силу.
По мнению Президента Дмитрия Медведева, в 2000-е годы имела место кампания по фальсификации истории России. В записи в своём видеоблоге от 8 мая 2009 года Президент отметил, что попытки фальсификаций «становятся все более жёсткими, злыми, агрессивными».

## Задачи
Среди основных задач комиссии указаны:
- обобщение и анализ информации о фальсификации исторических фактов и событий, направленной на умаление международного престижа Российской Федерации;
- рассмотрение предложений и координация деятельности органов государственной власти различных уровней и организаций по вопросам противодействия попыткам фальсификации исторических фактов и событий в ущерб интересам России;
- выработка рекомендаций по адекватному реагированию на попытки фальсификации исторических фактов и событий и по нейтрализации их возможных негативных последствий.

Председатель комиссии Сергей Нарышкин так охарактеризовал её задачи:

«Комиссия, конечно, не будет являться каким-либо надзирающим органом, понуждающим историков делать конъюнктурно-политические выводы из своих исследований. Комиссия должна, первое, организовать работу историков, комиссия должна сделать выводы о том, какие фальсифицированные факты или события истории наносят ущерб интересам России. Сейчас фальсифицированная история проникает во многие кабинеты руководителей партийных групп и даже руководителей соседних государств, которые пытаются вместо налаживания нормального политического диалога с Россией, организации взаимовыгодного сотрудничества, предъявить России всевозможные претензии территориальные, политические, материальные претензии. Мы, конечно, этого допустить не можем».
По словам Нарышкина, противостоять фальсификации истории может помочь рассекречивание архивных документов.

## Состав комиссии
Перечислены все лица, входившие в Комиссию в период её существования. Если у имени не указаны даты, это значит, что человек состоял в Комиссии с её основания до ликвидации (с мая 2009 по февраль 2012 года).
- Нарышкин С. Е. — Руководитель администрации президента Российской Федерации (председатель Комиссии);
- Калина И. И. — руководитель Департамента образования города Москвы (заместитель председателя Комиссии);
- Сирош И. И. — помощник Руководителя администрации Президента Российской Федерации (заместитель председателя Комиссии);
- Шабанов Я. В. — старший референт Президента Российской Федерации (с 22 января 2010 года; назначен ответственным секретарём Комиссии[4]);
- Алханов А. Д. — заместитель Министра юстиции Российской Федерации;
- Артизов А. Н. — руководитель Федерального архивного агентства[4] (с 22 января 2010 года);
- Бусыгин А. Е. — заместитель Министра культуры Российской Федерации;
- Бутко Е. Я. — заместитель руководителя Федерального агентства по образованию (до 8 сентября 2010 года);
- Винокуров С. Ю. — начальник Управления Президента Российской Федерации по межрегиональным и культурным связям с зарубежными странами;
- Григорьев В. В. — заместитель руководителя Федерального агентства по печати и массовым коммуникациям (с 8 сентября 2010 года);
- Демидов И. И. — начальник департамента Управления Президента Российской Федерации по внутренней политике; с мая 2009 по январь 2010 года был ответственным секретарём комиссии[4];
- Дергачёв В. В. — заместитель директора Федеральной службы по техническому и экспортному контролю, ответственный секретарь Межведомственной комиссии по защите государственной тайны;
- Добродеев О. Б. — генеральный директор ВГТРК[4] (с 22 января 2010 года);
- Затулин К. Ф. — первый заместитель председателя Комитета Государственной Думы по делам СНГ и связям с соотечественниками (по согласованию);
- Зимаков В. А. — начальник службы СВР России;
- Камболов М. А. — заместитель руководителя Федерального агентства по науке и инновациям (до 8 сентября 2010 года);
- Козлов В. П. — руководитель (до сентября 2009 года) Федерального архивного агентства (с 15 мая 2009 до 22 января 2010 года);
- Макаров Н. Е. — начальник Генерального штаба Вооружённых сил Российской Федерации — первый заместитель Министра обороны Российской Федерации;
- Мединский В. Р. — член Генерального совета партии «Единая Россия» (по согласованию, с 8 сентября 2010 года)[5];
- Марков С. А. — заместитель председателя Комитета Государственной Думы по делам общественных объединений и религиозных организаций (по согласованию);
- Молчанов Д. В. — директор Департамента культуры и образования Аппарата Правительства Российской Федерации[4] (с 22 января 2010 года);
- Назаренко В. П. — заместитель начальника Управления Президента Российской Федерации по внешней политике;
- Нарочницкая Н. А. — президент Фонда исторической перспективы (по согласованию);
- Пивоваров Ю. С. — директор Института научной информации по общественным наукам РАН[4] (с 22 января 2010 года);
- Повалко А. Б. — заместитель руководителя Федерального агентства по делам молодёжи;
- Романченко А. Ю. — заместитель руководителя Федерального агентства по печати и массовым коммуникациям (до 8 сентября 2010 года);
- Сахаров А. Н. — директор (до января 2011 года) Института российской истории РАН (по согласованию);
- Сванидзе Н. К. — председатель Комиссии по межнациональным отношениям и свободе совести Общественной палаты Российской Федерации (по согласованию);
- Соболев В. А. — заместитель Секретаря Совета безопасности Российской Федерации;
- Титов В. Г. — заместитель Министра иностранных дел Российской Федерации;
- Торкунов А. В. — ректор Московского государственного института международных отношений[4] (с 22 января 2010 года);
- Торшин А. П. — первый заместитель Председателя Совета Федерации (по согласованию);
- Христофоров В. С. — начальник управления Федеральной службы безопасности;
- Чубарьян А. О. — директор Института всеобщей истории РАН (по согласованию);
- Шипов С. В. — директор департамента Министерства регионального развития Российской Федерации (с 15 мая 2009 по 22 января 2010 года)

## Оценки

### В России
И. о. (до 2011 г.) директора Института российской истории РАН Андрей Сахаров заявил, что «создание комиссии является важным и своевременным шагом», однако добавляет, что «к заведомым фальсификациям советской истории прибегают и россияне — по причинам националистического порядка, и по причинам задетого национального самосознания, и просто недобросовестные авторы».
Положительно оценил создание комиссии историк Александр Дюков, директор фонда «Историческая память»: «Создание Комиссии по борьбе с фальсификацией истории, безусловно, имеет очень сильную позитивную составляющую», «Комиссия, указ о создании которой подписал президент, может наладить борьбу с фальсификацией истории нашего недавнего прошлого, сделать её более последовательной и системной».

### За рубежом
По мнению журналиста Wall Street Journal Эндрю Осборна, «Сторонники создания такой комиссии утверждают, что она необходима для борьбы с антироссийской пропагандой на территории бывшего Советского Союза, которую Москва считает своим глубоким тылом. Но либеральные историки называют данную инициативу возвратом к режиму контроля советской эпохи».
Историк и писатель Орландо Файджес, профессор Лондонского университета, уверен, что новая комиссия создана для подавления российской исторической науки: «Они идиоты, если думают, что смогут изменить в международном масштабе ход дискуссии о советской истории, но они могут затруднить российским историкам процесс обучения и публикации работ. Похоже, мы возвращаемся к прежним временам».
Журналист британской газеты «The Telegraph» Эдриан Бломфельд назвал этот ход «оруэлловским» и считает, что «указ дает России полномочия выслать послов или разорвать дипломатические отношения с вызывающими раздражение странами и установить их полную транспортную и коммуникационную блокаду».
Украинский историк Георгий Касьянов говорит, что Кремль пытается отбелить советскую историю для оправдания своих нарушений прав человека: «Это часть политики Российской Федерации — создать идеологическую основу для того, что происходит в России сейчас».
По мнению Роберта Сервиса, профессора российской истории из Оксфордского университета, мнение президента Медведева ошибочно: «Дискуссии необходимы для изучения истории. Не существует абсолютной исторической правды ни об одном крупном историческом событии».
Писатель жанра фолк-хистори Виктор Суворов (Владимир Богданович Резун) утверждает, будто говорить о защите российской истории бессмысленно, поскольку официальной истории, например, Великой Отечественной войны, на данный момент просто не существует в достаточно завершённом виде, который можно было бы защищать.

## Критика
Бывший Президент СССР Михаил Горбачёв усомнился в полезности комиссии: «Я ещё не разобрался, что это за комиссия, что из неё получится. Не наоборот ли?».
Доктор исторических наук Александр Шубин (ИВИ РАН): «Мне кажется, что бюрократическими методами, методами создания разных комиссий проблему, которая пока решается не очень удачно, лучше решить не получится», «Особенно эта приписка „в ущерб страны“. А что, не в ущерб страны можно? Это всё-таки какой-то инструмент внешнеполитической борьбы, то есть экспортный вариант».
Доктор исторических наук, профессор МГИМО Андрей Зубов: «Её название глупое, понимаете. Я думаю, что фальсификация истории — это проблема историков. Если я, например, вижу, что академик Фоменко пишет заведомо абсурдную книгу, я и пишу, что, на мой взгляд, это ошибочно. Но на самом деле в науке всегда бывает так, что могу ошибаться и я. Попытка перенести споры историков на уровень политики — это совершенно советское. Тот зловонный запах коммунистической идеологии тут же доносится до нас, когда такие формулировки предполагаются. Парламент вмешивается не в своё дело. Пытается заменить научные исследования идеологическим окриком, что в нормальной, демократической стране совершенно недопустимо».
Критики отмечают, что заместитель председателя Комиссии Исаак Калина известен «активным внедрением в школах учебника по истории РФ под редакцией Александра Филиппова. В нём школьникам рассказывается об Иосифе Сталине как эффективном менеджере XX столетия, а репрессии граждан называются „издержками“». То же самое заметили журналисты Владимир Кара-Мурза и Владимир Соловьёв.
Публицист Рой Медведев: «Необходимость такой комиссии у меня не вызывает сомнения. … Но меня удивляет, во-первых, название, во-вторых, канцелярский стиль этого указа, абсолютно неубедительный, и состав комиссии объявленный тоже меня как историка, авторитетным для меня не представляется».
Председатель правления Историко-просветительского общества «Мемориал» Арсений Рогинский уверен, что «ни одна госкомиссия не сможет убедить, например, поляков в том, что 17 сентября 1939 года Красная армия вошла в Польшу не как союзник Гитлера, а как армия-освободитель», или «убедить латышей или эстонцев в том, что освобождение советскими войсками Прибалтики принесло лишь благо».
Никита Петров, заместитель председателя правления «Мемориала»: «С моей точки зрения, это очередная бюрократическая инициатива. И по сути мы видим мертворождённое дитя. Звучит, конечно, грозно. Но судя по тому положению, которое утверждено президентом о комиссии, это ещё один бесполезный совещательный орган при президенте», «Эта очередная бюрократическая попытка как-то подправить имидж России и как-то реагировать на ту критику, которая существует».
Депутат Госдумы Виктор Илюхин заявил, что считает инициативы Кремля и «Единой России» нежизнеспособными. По его мнению, бороться надо не только с новыми трактовками истории Второй мировой войны, но и с «мазанием чёрной краской» всего советского периода.
Первый заместитель председателя ЦК КПРФ Иван Мельников отметил, что необходимо опираться «на науку и традиции», «нельзя допустить под маркой защиты истории от фальсификаций нового пересмотра истории».
Историк, бывший депутат Госдумы Владимир Рыжков высказал мнение, что «такая комиссия не нужна, и ничего вообще, и не дело государства вмешиваться в научный процесс», то есть, по его словам, это означает создание государственной идеологии, что прямо запрещено Конституцией.
Семён Новопрудский, заместитель главного редактора газеты «Время новостей», назвал её «комиссией по фальсификации истории в интересах Кремля».
В. Д. Губин высказал мнение, что комиссия «все исследования прошлого, расходящиеся с официальной точкой зрения, объявляет фальсификацией и, видимо, полагает, что можно управлять историей и контролировать память».
Эксперт Горбачёв-Фонда Андрей Рябов: «Непонятно, в чём функции этой комиссии. Если в ней возобладают позиции профессиональных историков, то она будет способна заблокировать попытки фальсификаций истории. Но если она создана для написания учебников, чтобы вмешиваться, как „товарищ Сталин в вопросы языкознания“, то это возврат к старым временам, к той самой комиссии по написанию учебников по истории ВКП(б)».
По мнению шеф-редактора новостной службы и обозревателя информационно-аналитического канала «Полит.ру» Михаила Захарова, для развития исторической науки и популяризации её достижений «комиссия бесполезна и даже вредна, против сумасшедших любителей теорий заговора — бесполезна, ибо есть психодиспансеры и прокуратура».
Журналист, политолог-американист Николай Злобин: «На мой взгляд, на сегодня, это самый неудачный и вредный указ Медведева. Именно он неизбежно приведёт к попыткам фальсификации истории. Если отбросить в сторону очевидные проблемы с академической свободой, являющейся основой любого исследования, президент, по сути, создал инструмент формирования государственной идеологии, что в сегодняшней России запрещено Конституцией».

## Упразднение комиссии
14 февраля 2012 года указ 2009 года о создании комиссии был отменён президентом Медведевым, и комиссия, соответственно, прекратила существование. Одновременно были признаны недействительными и оба указа об изменении состава комиссии. Решение было замечено и вызвало комментарии не сразу, поскольку никак не упоминалось в названии указа, основная часть которого была посвящена другой президентской комиссии. Член Комиссии академик А. О. Чубарьян заявил после её упразднения, что она выполнила поставленные задачи и добилась определённых успехов; в то же время другие известные историки — директор Эрмитажа М. Б. Пиотровский, директор Санкт-Петербургского института истории РАН В. Н. Плешков и профессор МГИМО А. Б. Зубов — оценили бывшую комиссию как изначально бесполезную.
В том же указе от 14 февраля в части, посвящённой организации объявленного Медведевым месяцем ранее Года российской истории, говорится, что одной из задач создаваемого для этой цели оргкомитета является «противодействие попыткам фальсификации исторических фактов и событий, предпринимаемым с целью нанесения ущерба интересам России».